# Sassi Boultif
Sassi Boultif, né le 9 janvier 1983 à El Milia, est un joueur puis entraîneur algérien de handball.

## Biographie
Sassi Boultif commence le handball à l’âge de 8 ans dans le club de Saint-Louis en Alsace,. Par la suite, il intègre le centre de formation du SC Sélestat et en 1999, à 16 ans, il joue son premier match avec l'équipe première en D1. En 2003, il prend la direction du HBC Villefranche-en-Beaujolais où il devient champion de D2 2003-2004, synonyme d'accession en D1. Après 4 saisons à Villefranche (2 ans de D2, 2 ans de D1), il tente l’expérience en Espagne en 2007 dans le club de SD Octavio Vigo pendant une saison avant de rentrer en France du côté d'Istres en D1. 
Avec le club provençal, il fait partie de l'aventure qui voit Istres créer la surprise en remportant la Coupe de la Ligue 2009 à Miami. Au bout de 4 ans, il quitte le Sud pour rejoindre la Bretagne et le club de Cesson Rennes Métropole Handball pour une saison avant de choisir de partir pour Dubaï pendant 4 ans où il a pu gagner championnat et coupe.
En 2017, il fait son retour en France du côté du Tremblay-en-France Handball pour deux saisons avant de terminer sa carrière au Valence Handball entre 2019 et 2021,
Il est également sélectionné en équipe nationale d'Algérie avec laquelle il cumule 115 matchs joués pour 201 buts inscrits. Ainsi, il participe à quatre Championnats du monde entre 2009 et 2015 et quatre Championnats d'Afrique dont un titre en championnat d'Afrique 2014. À titre individuel, il est élu meilleur arrière gauche en 2012 et meilleur arrière droit en 2014.
À présent, il est devenu entraîneur, actuellement il est coach de USO Nevers en nationale 2.

## Palmarès

### avec les Clubs
- Vainqueur de la Coupe de la Ligue française en 2009 (avec Istres OPH)
- Vainqueur du Championnat de France de D2 en 2004
- Championnat des Émirats arabes unis : 2014 (avec  Al Nasr Dubaï)
- Vainqueur de la Coupe des Émirats arabes unis  : 2015 (avec  Al Nasr Dubaï)

### avec l'Équipe d'Algérie
Championnat du monde
- 19e place au championnat du monde 2009 ( Croatie)
- 15e place au championnat du monde 2011 ( Suède)
- 17e place au championnat du monde 2013 ( Espagne)
- 24e place au championnat du monde 2015 ( Qatar)

Championnat d'Afrique
- Médaille de bronze au championnat d'Afrique 2010 ( Égypte)
- Médaille d'argent au championnat d'Afrique 2012 ( Maroc)
- Médaille d'or au championnat d'Afrique 2014 ( Algérie)
- Demi-finaliste au  Championnat d'Afrique 2016 ( Égypte)

## Distinctions personnelles
- Nommé dans la liste des meilleurs arrière droit de LNH 2011[9]
- Meilleur arrière gauche du Championnat d'Afrique 2012
- Meilleur arrière droit du championnat d'Afrique 2014

## Statistiques en championnat de France
| Saison | Ligue    | Equipe       | MJ | Tirs R | Tirs T | %    | 7m R | 7m T | %    | Int | P.Déc. | BP | Avert. | 2min | Buts | Eval |
| ------ | -------- | ------------ | -- | ------ | ------ | ---- | ---- | ---- | ---- | --- | ------ | -- | ------ | ---- | ---- | ---- |
| 20-21  | ProLigue | Valence      | 26 | 17     | 32     | 53,1 | 0    | 0    | 0    | 3   | 0      | 5  | 7      | 12   | 17   | 8    |
| 19-20  | ProLigue | Valence      | 15 | 28     | 68     | 41,2 | 0    | 0    | 0    | 3   | 0      | 8  | 4      | 15   | 28   | -16  |
| 18-19  | LMSL     | Tremblay     | 23 | 3      | 5      | 60   | 0    | 0    | 0    | 1   | 0      | 0  | 13     | 18   | 3    | -27  |
| 17-18  | LMSL     | Tremblay     | 23 | 17     | 32     | 53,1 | 0    | 0    | 0    | 0   | 0      | 1  | 8      | 8    | 17   | 8    |
| 12-13  | LMSL     | Cesson       | 18 | 41     | 99     | 41,4 | 0    | 0    | 0    | 0   | 0      | 15 | 0      | 3    | 41   | 29   |
| 11-12  | LMSL     | Istres       | 22 | 106    | 238    | 44,5 | 1    | 3    | 33,3 | 0   | 0      | 28 | 5      | 10   | 107  | 107  |
| 10-11  | LMSL     | Istres       | 26 | 97     | 225    | 43,1 | 0    | 0    | 0    | 23  | 5      | 33 | 10     | 12   | 97   | 132  |
| 09-10  | LMSL     | Istres       | 19 | 50     | 128    | 39,1 | 0    | 0    | 0    | 7   | 0      | 17 | 8      | 9    | 50   | 29   |
| 08-09  | LMSL     | Istres       | 24 | 52     | 154    | 33,8 | 0    | 0    | 0    | 7   | 1      | 35 | 5      | 8    | 52   | -25  |
| 07-08  | Liga     | Vigo         | 28 | 52     | 111    | 46,8 | 0    | 0    | 0    | 1   | 3      | 15 | 0      | 11   | 52   | 63   |
| 06-07  | ProLigue | Villefranche | 32 | 147    | 316    | 46,5 | 2    | 2    | 100  | 57  | 24     | 55 | 12     | 21   | 149  | 283  |
| 05-06  | LMSL     | Villefranche | 21 | 63     | 144    | 43,8 | 1    | 1    | 100  | 30  | 4      | 16 | 6      | 8    | 64   | 123  |
| 04-05  | LMSL     | Villefranche | 21 | 68     | 150    | 45,3 | 1    | 1    | 100  | 32  | 2      | 25 | 6      | 7    | 69   | 116  |
| 03-04  | ProLigue | Villefranche | 29 | 118    | 241    | 49   | 2    | 2    | 100  | 35  | 5      | 40 | 13     | 17   | 120  | 196  |
| 02-03  | LMSL     | Sélestat     | 20 | 37     | 90     | 41,1 | 0    | 0    | 0    | 6   | 5      | 24 | 4      | 7    | 37   | 12   |
| 01-02  | LMSL     | Sélestat     | 9  | 13     | 27     | 48,1 | 0    | 0    | 0    | 0   | 0      | 9  | 0      | 4    | 13   | 9    |
| 00-01  | LMSL     | Sélestat     | 1  | 4      | 9      | 44,4 | 0    | 0    | 0    | 0   | 0      | 2  | 0      | 0    | 4    | 11   |